# Phyllobates aurotaenia
Phyllobate à bande dorée, Kokoï
Vous lisez un « article de qualité » labellisé en 2013.
Pour les articles homonymes, voir Kokoï.
Espèce
Synonymes
- Dendrobates aurotaenia Boulenger, 1913 (protonyme)

Statut de conservation UICN

 LC  : Préoccupation mineure
Statut CITES
Phyllobates aurotaenia est une espèce d'amphibiens de la famille des Dendrobatidae, endémique de la côte pacifique de la Colombie. Les indiens Noanamá et Emberá la nomment kokoï tandis qu'elle est appelée « Phyllobate à bande dorée » en français. Il existe deux formes de Phyllobates aurotaenia, l'une des deux étant probablement due à une hybridation ou à un cline avec Phyllobates bicolor.
Considérée avec Phyllobates bicolor comme la deuxième grenouille au monde par sa toxicité (Phyllobates terribilis étant la plus toxique), Phyllobates aurotaenia a été étudiée et décrite pour la première fois en 1913 par le zoologiste George Albert Boulenger. Cet anoure, qui peut atteindre jusqu'à 35 mm, se rencontre dans les forêts tropicales humides des départements du Chocó et de Valle del Cauca, à une altitude comprise entre 90 et 1 000 m.
Bien que de petite taille, les spécimens sauvages, stockant de la batrachotoxine, alcaloïde stéroïdien, dans les glandes de leur peau, sont mortellement toxiques. Le nombre de Phyllobates aurotaenia et leur aire de répartition ne cessent de diminuer, notamment à cause de l'impact des activités de l'Homme sur son habitat naturel. L'Union internationale pour la conservation de la nature la considère ainsi comme une « espèce quasi menacée » (NT).
Phyllobates aurotaenia est notamment connue pour l'utilisation qu'en font certains peuples amérindiens de Colombie, pour la chasse. L'industrie pharmaceutique mène aussi des études sur les puissants alcaloïdes stéroïdiens qu'elle sécrète.

## Description

### Aspects physiques

#### Généralités

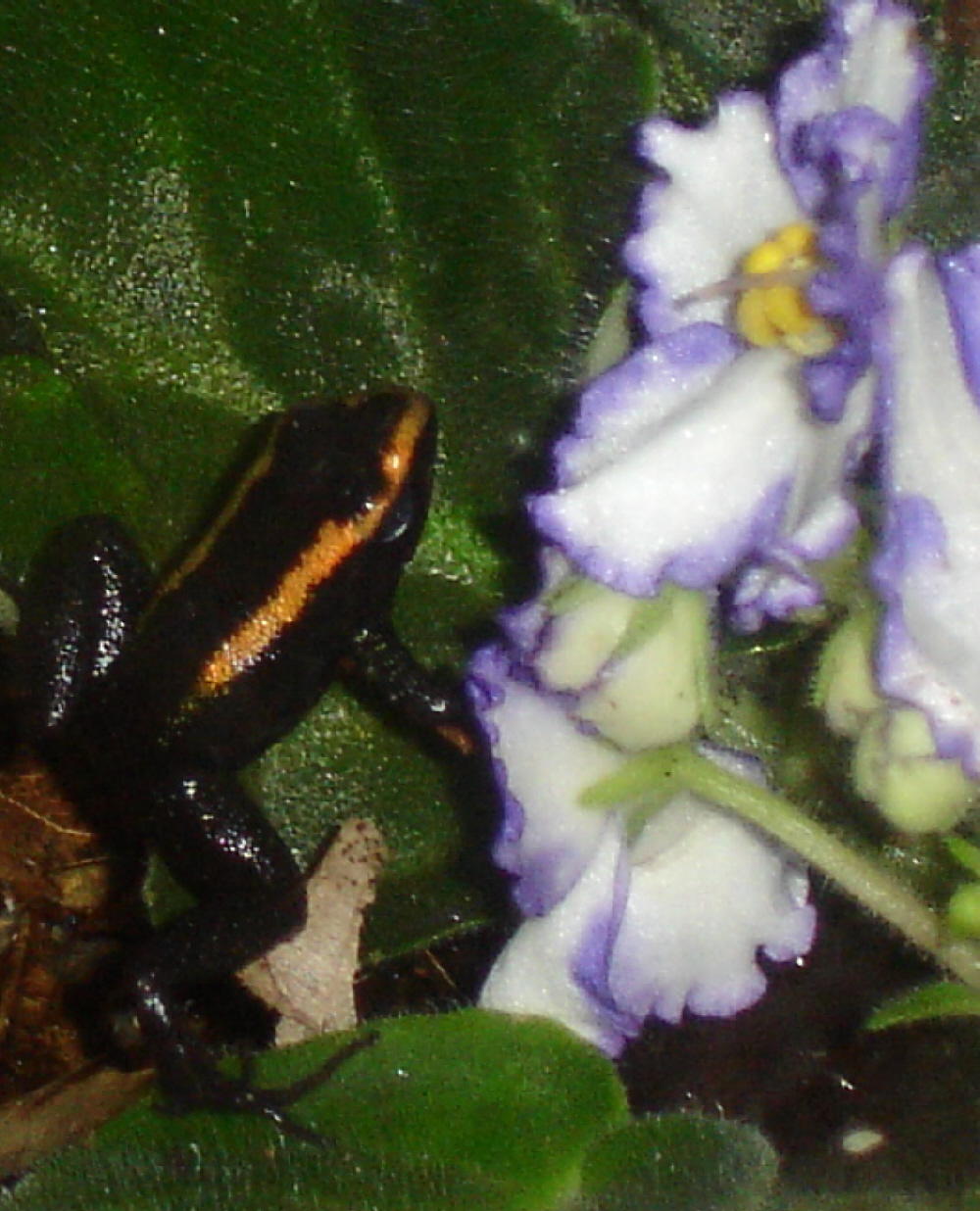
Phyllobates aurotaenia

Chez Phyllobates aurotaenia, il y a peu de dimorphisme sexuel, sauf en ce qui concerne la taille, les femelles étant généralement plus grandes. Les mâles adultes ont une longueur maximale, du museau au cloaque, de 32 mm, tandis que les femelles peuvent mesurer jusqu'à 35 mm,.
Cette grenouille, dont la couleur de fond de la peau est noire, a deux bandes dorso-latérales qui partent des cuisses et se réunissent à l'extrémité du museau. Ces bandes peuvent être de couleur jaune d'or, orange ou vertes. Les spécimens à proximité du serranía del Baudó ont des bandes généralement vert clair ou jaune-vert pâle, alors que leur coloration varie entre le jaune et le jaune-orange foncé pour ceux proches du bassin supérieur du río San Juan. La peau est légèrement granuleuse sur le dos et lisse sur la face ventrale et les membres. Les surfaces dorsales des membres sont parsemées de nombreuses et minuscules taches dorées, orange, bleues ou vertes. Par ailleurs, la surface ventrale noire de Phyllobates aurotaenia est couverte, de façon plus clairsemée que les membres, de taches bleues ou vertes. Ces taches sont toujours bleues pour les spécimens de la serranía del Baudó. Sur les membres antérieurs, les doigts, dont le premier est plus long que le deuxième, se terminent par des disques-ventouses. La taille des tibias représente la moitié de la longueur de la tête et du corps. Le museau est tronqué, avec une région loréale verticale et un espace interorbital aussi large que la paupière supérieure. Les tympans sont peu visibles. Les dents sont présentes sur les arcs maxillaire et prémaxillaire de la bouche. Chez les mâles, les testicules sont dépigmentés.

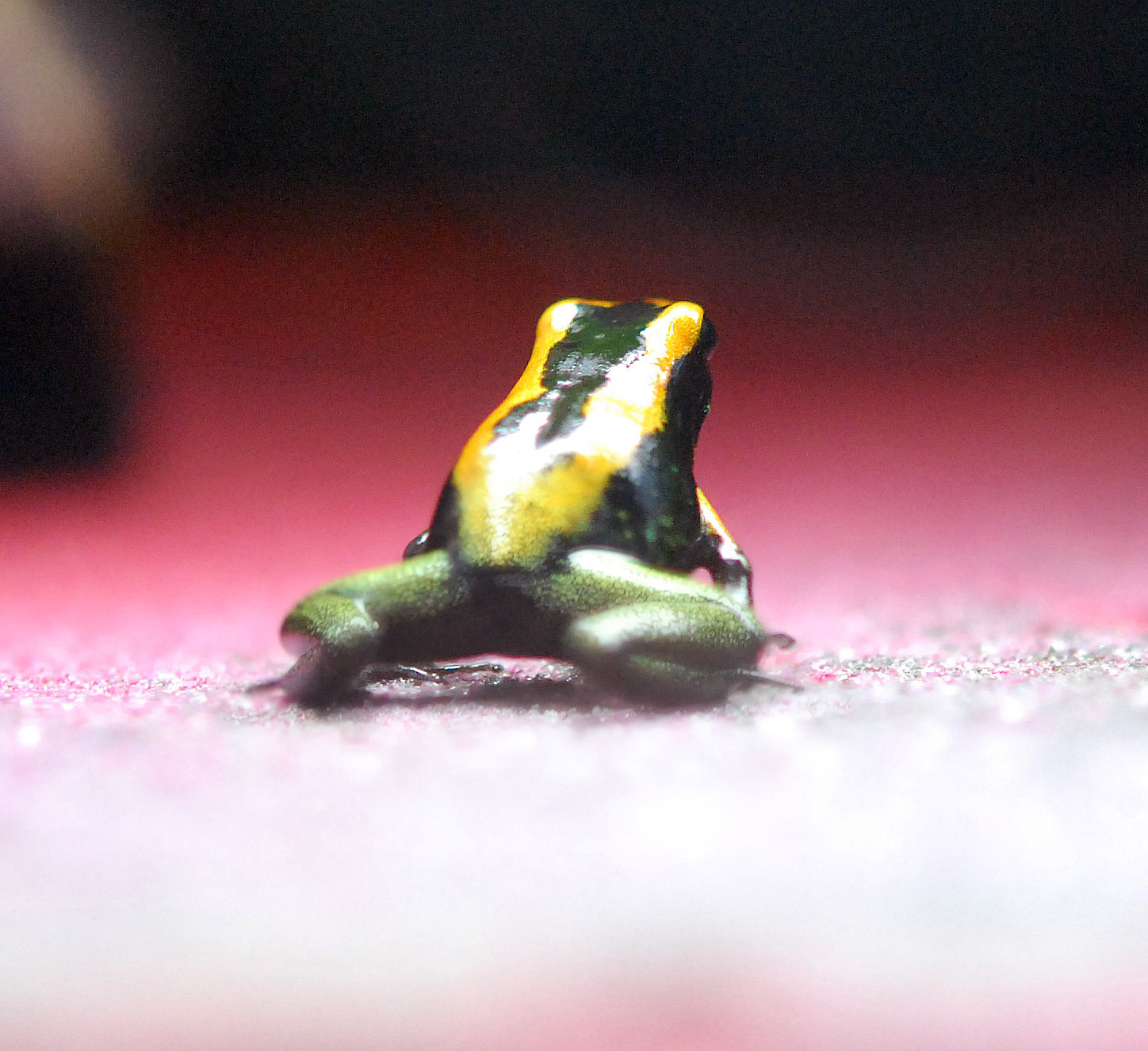
Une jeune Phyllobates terribilis, qui peut être confondue avec Phyllobates aurotaenia.

Phyllobates aurotaenia peut être confondue avec les jeunes Phyllobates terribilis lorsque ces dernières sont encore noires avec des bandes dorso-latérales jaunes. Cependant, elle s'en distingue par la présence de taches bleues ou vertes sur le ventre.
Les têtards de Phyllobates aurotaenia ont un disque oral échancré et un cloaque dextre (qui s'ouvre sur la droite).

#### Hybridation ou cline
Les herpétologistes américains Charles William Myers et Philip Arthur Silverstone-Sopkin ont émis l'hypothèse qu'il pourrait y avoir une hybridation ou un cline entre Phyllobates bicolor et Phyllobates aurotaenia au niveau du bassin supérieur du río San Juan ; cette hypothèse s'appuie sur la taille intermédiaire et la coloration des spécimens de Phyllobates qui y ont été découverts,. Ces grenouilles ont des rayures dorso-latérales plus larges qui fusionnent parfois en une rayure jaune-orange ou rouge-orange par une suffusion dorsale orangée. Elles ont également davantage de taches sur la surface ventrale. Phyllobates aurotaenia à larges rayures est, avec une taille moyenne de 32,1 mm, plus grande que celle aux rayures plus étroites, d'une taille moyenne de 26,3 mm.

### Toxicité

Structure de la batrachotoxine.

Phyllobates aurotaenia est considérée, avec Phyllobates bicolor, comme la deuxième grenouille la plus toxique au monde, loin derrière Phyllobates terribilis. Chez les batraciens, les batrachotoxines sont présentes chez les seules grenouilles du genre Phyllobates. Ces alcaloïdes stéroïdiens sont sécrétés par la peau de la grenouille lorsque celle-ci est en état de stress,. La batrachotoxine empêche les nerfs de transmettre des impulsions nerveuses, laissant les muscles dans un état de relâchement et pouvant ainsi entraîner une insuffisance cardiaque ou une fibrillation. Chez les grenouilles de la famille des Dendrobatidae, ce poison est un mécanisme d'autodéfense et ne sert donc pas à tuer leurs proies. La noranabasamine, alcaloïde de pyridine, ne se rencontre que chez Phyllobates aurotaenia, Phyllobates bicolor et Phyllobates terribilis.
Contrairement à certaines grenouilles australiennes du genre Pseudophryne de la famille des Myobatrachidae qui peuvent biosynthétiser leur propre alcaloïde (la pseudophrynamine), Phyllobates aurotaenia semble devoir sa toxicité à la consommation d'arthropodes, en particulier d'insectes. Certains scientifiques supposent que l'insecte qui permet la synthèse qui rend la grenouille toxique est un petit coléoptère du genre Choresine de la famille cosmopolite des Melyridae ; en effet, cet insecte recèle cette toxine. Ce poison extrêmement létal est très rare. La batrachotoxine, qui est stockée dans les glandes de la peau des grenouilles du genre Phyllobates à des degrés divers,, a également été retrouvée dans les plumes et la peau de cinq oiseaux toxiques de la Papouasie-Nouvelle-Guinée (le Pitohui bicolore, le Pitohui variable, le Pitohui huppé, le Pitohui noir et l'Ifrita de Kowald). Chez les espèces de grenouilles du genre Dendrobates, qui font partie de la sous-famille des Dendrobatinae comme Phyllobates aurotaenia, on retrouve également d'autres toxines, telles que l'histrionicotoxine et la pumiliotoxine.
|                        | Batrachotoxine (µg) | Homobatrachotoxine (µg) | Batrachotoxinine A (µg) |
| Phyllobates aurotaenia | 20                  | 10                      | 50                      |
| Phyllobates bicolor    | 20                  | 10                      | 50                      |
| Phyllobates terribilis | 500                 | 300                     | 200                     |
| Phyllobates vittatus   | 0,2                 | 0,2                     | 2                       |
| Phyllobates lugubris   | 0,2                 | 0,1                     | 0,5                     |

## Écologie et comportement

### Comportement
Phyllobates aurotaenia est une grenouille diurne. Elle chante généralement lorsqu'elle est cachée sous des feuilles ou des rondins de bois. Le chant de cet amphibien, qui dure entre 4 et 11 secondes, est décrit comme « fort, tel celui d'un oiseau, un chant bourdonnant, composé de notes répétées rapidement ». Cet appel est réitéré dans un intervalle allant généralement de quelques secondes à 45 secondes,. Il a une fréquence dominante supérieure à 2 000 Hz, tout comme celui de Phyllobates bicolor, Phyllobates lugubris et Phyllobates vittatus, celle de Phyllobates terribilis étant inférieure à 1 900 Hz. Cette espèce est très discrète, ce qui la rend difficile à trouver, même dans les zones où sa population est dense. La femelle pond en moyenne entre 15 et 20 œufs sur une litière de feuilles. Les larves sont, par la suite, déposées par le mâle dans des eaux où le débit est faible.

### Alimentation et prédateurs

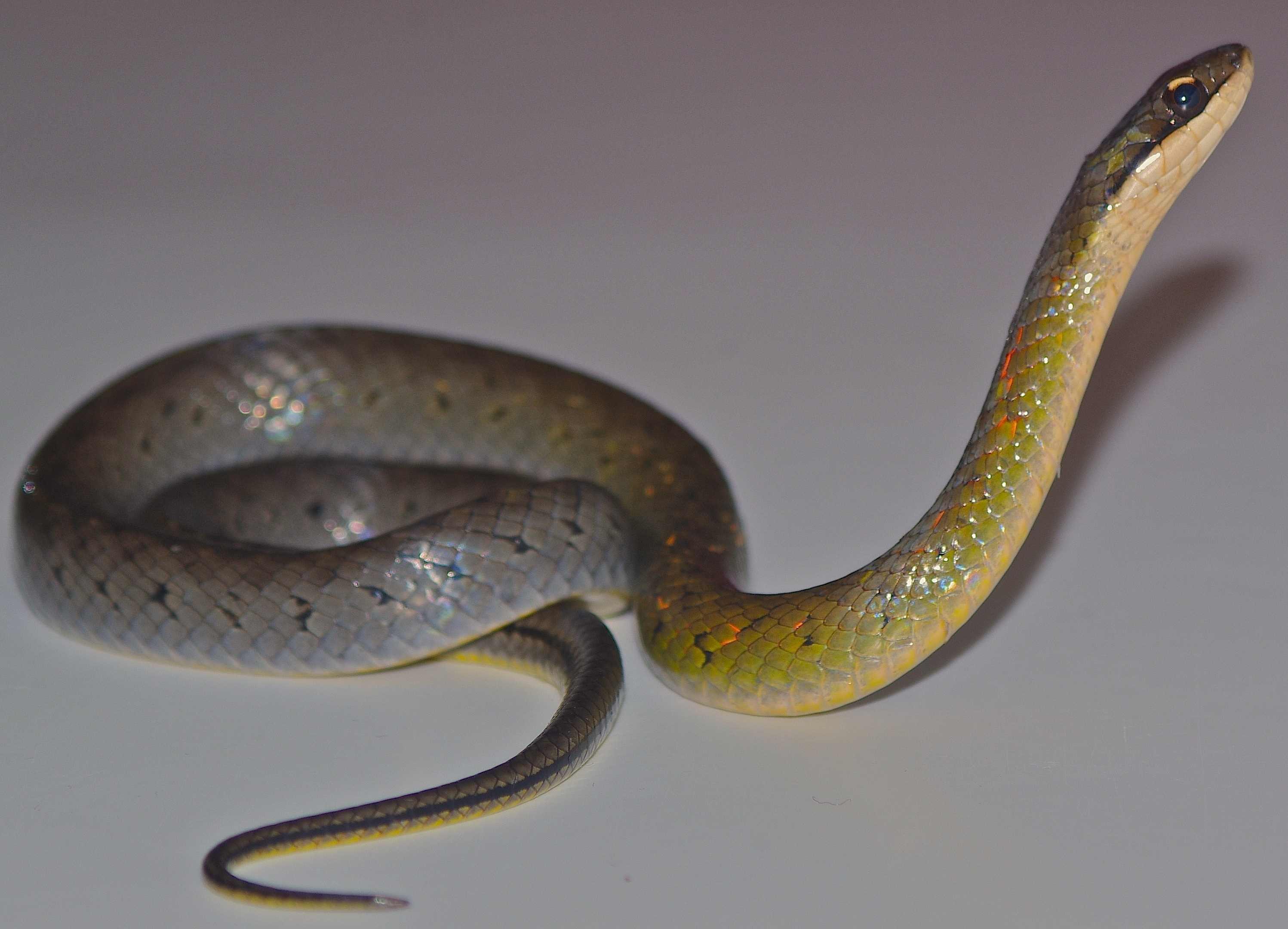
Liophis epinephelus, seul prédateur connu de Phyllobates aurotaenia

Une étude a été réalisée sur le régime alimentaire des Phyllobates aurotaenia et des Oophaga histrionica qui appartiennent à la famille des Dendrobatidae. Pour cela, vingt spécimens de chacune des deux espèces ont été capturés en 2009 dans la localité de Pié de Pató, près de Alto Baudó, en Colombie. Après analyse du contenu de l'estomac et des intestins des grenouilles collectées, le résultat montre qu'elles ont un régime alimentaire très similaire qui se compose notamment de fourmis. En effet, selon l'herpétologiste américain Jeffrey Robert Parmelee, ce serait des proies lentes, facilement disponibles car regroupées en colonies. Cependant, elles ont une faible valeur nutritionnelle, ce qui nécessite d'en manger de grandes quantités. Phyllobates aurotaenia se nourrit également de collemboles, de diplopodes, de chilopodes, de blattes, de hémiptères, de pseudoscorpions, de termites, de gastéropodes, d'arachnides, de dermaptères, de mollusques et de larves de coléoptères.
Phyllobates aurotaenia n'a qu'un seul prédateur naturel actuellement connu, le serpent arboricole Liophis epinephelus. En effet, ce serpent tropical est résistant aux toxines produites par les grenouilles des genres Dendrobates, Phyllobates et Atelopus. Par ailleurs, l'Homme est la cause de la réduction des effectifs de cet amphibien. Les indiens Emberá et Noanamá l'utilisent pour empoisonner les flèches de leurs sarbacanes, mais la principale menace est la destruction de son habitat.

## Distribution et habitat

Distribution géographique de Phyllobates aurotaenia en Colombie.

Cette espèce est endémique de Colombie. Elle se rencontre entre 90 et 1 000 m d'altitude dans les départements de Chocó et de Valle del Cauca sur le versant ouest de la cordillère Occidentale, au niveau des bassins des ríos Atrato et San Juan, jusqu'à proximité de Buenaventura. Elle vit sur le sol des forêts tropicales humides de basse altitude et submontagnardes, préférant les forêts vierges et secondaires aux zones dégradées.

## Découverte et taxinomie
L'origine du nom de genre Phyllobates dérive des termes grecs phyllo qui signifie « feuille » et bates qui veut dire « grimpeur », faisant référence au comportement de certains amphibiens de la famille des Dendrobatidae aux mœurs très arboricoles. L'épithète aurotaenia provient du latin, aureum et taenia signifiant respectivement « or » et « bande ». Il se réfère ainsi aux deux bandes dorées présentes sur le corps de cette grenouille. Kokoï, qui se prononce « kohng-KWAY », est le nom vernaculaire de Phyllobates aurotaenia. Il est notamment utilisé par les Noanamá et les Emberá. Ces deux groupes ethniques amérindiens donnent également ce nom à Phyllobates terribilis. En français, Phyllobates aurotaenia est également appelée « Phyllobate à bande dorée »,.
Cette espèce a été décrite en 1913 sous le protonyme Dendrobates aurotaenia à partir d'un spécimen découvert dans la localité de Peña Lisa, près de Condoto, à environ 90 mètres d'altitude, par le zoologiste George Albert Boulenger qui estime qu'il ressemble à Dendrobates trivittatus malgré un museau plus court et une absence de tubercules sur la face dorsale. Dendrobates aurotaenia a été déplacé dans le genre Phyllobates par Emmett Reid Dunn en 1957.
Phyllobates femoralis est différenciée en 1976 de l'espèce Phyllobates aurotaenia par Philip Arthur Silverstone-Sopkin avec laquelle elle avait été regroupée par Doris Mable Cochran et Coleman Jett Goin en 1970. En 1963, Fritz Marki et Bernhard Witkop ont étudié des spécimens de Phyllobates aurotaenia les prenant pour des spécimens de Phyllobates bicolor.

## Phyllobates aurotaeniaet l'Homme

### Menaces et protection
L'Union internationale pour la conservation de la nature (UICN) considère qu'il s'agit d'une « espèce quasi menacée » (NT). Sa zone d'occurrence est estimée à moins de 20 000 km2 et continue à régresser, ce qui qualifierait l'espèce pour la catégorie « Vulnérable ». Cependant, les individus de cette espèce sont présents dans plus de dix localités et les populations ne semblent pas gravement fragmentées. D'un autre côté, les effectifs de Phyllobates aurotaenia sont en baisse continue, même s'ils restent abondants selon l'UICN. Ce déclin peut être expliqué par plusieurs facteurs tels que le déboisement et les activités liées à l'exploitation du bois, le développement de l'agriculture intensive ainsi que l'emploi de divers engrais, pesticides et produits polluants ou encore l'introduction de poissons prédateurs non indigènes. Elle doit également faire face au trafic illégal, étant souvent exportée pour des compagnies pharmaceutiques situées dans des pays industrialisés tels que le Canada ou l'Allemagne qui souhaitent étudier les puissants alcaloïdes stéroïdiens qu'elle contient.
Phyllobates aurotaenia figure dans l'annexe II de la CITES depuis le 22 octobre 1987. Fin août 2013, le quota d'exportation est de 620 spécimens vivants et élevés en captivité pour la Colombie. Par ailleurs, dans ce pays, le décret no 39 du 9 juillet 1985 de l'INDERENA (Instituto nacional de recursos naturales, en français « Institut national des ressources naturelles ») interdit le prélèvement de Phyllobates dans la nature, que ce soit pour les élever ou pour tout autre but.

### Utilisation

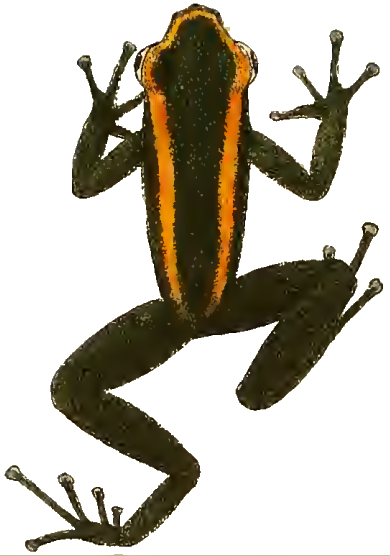
Représentation d'une Phyllobates aurotaenia par J. Green en 1913.

Avec Phyllobates terribilis et Phyllobates bicolor, Phyllobates aurotaenia est l'une de trois espèces connues pour être utilisées dans le cadre de la chasse par des peuples amérindiens de Colombie. C'est notamment le cas de deux groupes constitutifs du peuple Chocó : les Noanamá et les Emberá. Alors qu'ils empoisonnent les flèches de leurs sarbacanes en les frottant sur la peau de Phyllobates terribilis lorsqu'elle est vivante, ils utilisent une méthode différente pour Phyllobates aurotaenia et Phyllobates bicolor qui sont moins toxiques : après les avoir empalées sur une tige de bambou, les indiens chocoes les exposent vivantes au-dessus d'un feu afin que leur corps exsude une sorte d'huile jaune. Ils imprègnent ensuite la pointe de leurs flèches avec le liquide recueilli en raclant la peau du batracien. Quoique le poison utilisé sur les flèches soit très puissant, les indiens peuvent manger sans risque d'intoxication les animaux qu'ils ont tués durant la chasse. En effet, bien que toutes les toxines ne soient pas thermolabiles, la cuisson de la viande va globalement les détruire.

### Élevage en captivité
L'élevage de Phyllobates aurotaenia est réglementé. Par exemple, selon la législation française, l'arrêté du 21 novembre 1997 définit le genre Phyllobates en tant qu'espèce considérée comme dangereuse. À ce titre, son élevage sur le territoire français est soumis à l'obtention d'un certificat de capacité et d'une autorisation d'ouverture d'établissement. En captivité, Phyllobates aurotaenia a besoin d'un environnement chaud et humide. La température doit être comprise entre 23 et 25 °C, avec un abaissement nocturne variant de 5 à 6 °C. Par ailleurs, l'humidité doit être comprise en moyenne entre 70 et 80 %. Son régime alimentaire se compose alors de drosophiles, de micro-grillons, de collemboles et de plancton des prés (petits insectes récoltés dans des champs et des pâturages à l'aide d'un filet à papillons ou d'une épuisette à fines mailles).

## Publication originale
- (en) George Albert Boulenger, « On a collection of batrachians and reptiles made by Dr. H. G. F. Spurell, F. Z. S. in the Choco, Colombia », Proceedings of the Zoological Society of London, vol. 1913,‎ 1913, p. 1019-1038 (lire en ligne).

### Ouvrages utilisés
- (en) Charles W. Myers, John W. Daly et Borys Malkin, « A dangerously toxic new frog (Phyllobates) used by Emberá Indians of Western Colombia, with discussion of blowgun fabrication and dart poisoning », Bulletin of the American Museum of Natural History, New York, American Museum of Natural History, vol. 161, no 2,‎ 1978, p. 307-366 (lire en ligne)

1. 1 2 3 4  p. 328.
2. ↑  p. 339.
3. ↑  p. 325.
4. 1 2  p. 342.
5. 1 2  p. 343.
6. ↑  p. 344.

### Autres références
1. 1 2 3 4 5 6 7 8 9 10 11 12 13 14 15 16 17  AmphibiaWeb. <https://amphibiaweb.org> University of California, Berkeley, CA, USA, consulté lors d'une mise à jour du lien externe.
2. 1 2 3 4 5 6  (en) Philip Arthur Silverstone, « A revision of the poison-arrow frogs of the genus Phyllobates Bibron in Sagra (family Dendrobatidae) », Science Bulletin, Natural History Museum of Los Angeles county, vol. 7,‎ 1976, p. 53 (lire en ligne, consulté le 17 septembre 2013)[PDF].
3. 1 2 3  George Albert Boulenger, 1913.
4. 1 2 3  (en) Geoffrey A. Cordell, The alkaloids : chemistry and physiology, vol. 43, Academic Press, 1993, 301 p. (ISBN 978-0-12-469543-6), p. 192.
5. 1 2  (en) John William Daly, John P. Dumbacher et Thomas F. Spande, « Batrachotoxin alkaloids from passerine birds: a second toxic bird genus (Ifrita kowaldi) from New Guinea », Proceedings of the National Academy of Sciences of the USA,‎ 2000 (lire en ligne).
6. ↑  (en) William E. Duellman, Biology of Amphibians, Baltimore, JHU Press, 1994, 670 p. (ISBN 978-0-8018-4780-6, lire en ligne), p. 258.
7. ↑  (en) « The original poison dart frog », DendroWorks (consulté le 6 septembre 2013).
8. ↑  Grant, Frost, Caldwell, Gagliardo, Haddad, Kok, Means, Noonan, Schargel, & Wheeler, 2006 : Phylogenetic systematics of dart-poison frogs and their relatives (Amphibia: Athesphatanura: Dendrobatidae). Bulletin of the American Museum of Natural History, n. 299, p. 1-262 (texte intégral).
9. ↑  (en) B. P. Smith, M. J. Tyler, T. Kaneko, H. M. Garraffo, T. F. Spande et J. W. Daly, « Evidence for biosynthesis of pseudophrynamine alkaloids by an Australian myobatrachid frog (pseudophryne) and for sequestration of dietary pumiliotoxins », J Nat Prod, vol. 65, no 4,‎ 3 avril 2002, p. 439-447 (lire en ligne).
10. ↑  (en) John P. Dumbacher, Avit Wako, Scott R. Derrickson, Allan Samuelson, Thomas F. Spande et John W. Daly, « Melyrid beetles (Choresine): A putative source for the batrachotoxin alkaloids found in poison-dart frogs and toxic passerine birds », Proceedings of the National Academy of Sciences of the United States of America,‎ 4 avril 2012 (lire en ligne).
11. ↑  (en) John William Daly et Bernhard Witkop, Chemistry and pharmacology of frog venoms (dans Venomous animals and their venoms), vol. II, New York, Academic Press, 1971.
12. ↑  Selon l'ouvrage (en) The alkaloids : chemistry and physiology, San Diego/London, Academic Press, 1993 (ISBN 978-0-12-469543-6), p. 192, chez certaines populations de Phyllobates lugubris du Panama et du Costa Rica, les quantités de batrachotoxines peuvent même ne pas être détectables.
13. ↑  « Phyllobates aurotaenia », sur www.dendrobates.fr (consulté le 17 septembre 2013).
14. 1 2 3 4 5 6  UICN, consulté lors d'une mise à jour du lien externe.
15. 1 2 3  (es) Fabiola Arce Domínguez et Jhon Tailor Rengifo Mosquera, « Dieta de Phyllobates aurotaenia y Oophaga histrionica (Anura:Dendrobatidae) en el municipio del Alto Baudó, Chocó, Colombia », Acta Zoológica Mexicana, vol. 29, no 2,‎ août 2013, p. 255-268 (ISSN 0065-1737, lire en ligne) [PDF].
16. ↑  (en) « Deadly Dendrobates: Poison-Dart Frogs », Rainforest Alliance (consulté le 8 août 2013).
17. ↑  Wells (2007), p. 721.
18. 1 2 3 4  (de) Thomas Ostrowski et Thorsten Mahn, « Phyllobates aurotaenia », DendroBase (consulté le 19 juillet 2013).
19. ↑  Gouvernement du Canada, Guide d'identification CITES : Amphibiens, 2007, 303 p. (ISBN 978-0-660-63257-5 et 0-660-63257-8, lire en ligne [PDF]), p. 184.
20. ↑  CITES, consulté lors d'une mise à jour du lien externe.
21. ↑  (en) Dunn, « Neotropical frog genera: Prostherapis versus Hyloxalus with remarks on Phyllobates », Copeia, vol. 1957,‎ 1957, p. 77-78.
22. ↑  (en) « Phyllobates aurotaenia (Boulenger, 1913) », American Museum of Natural History (consulté le 17 septembre 2013).
23. ↑  (en) Cochran et Goin, « Frogs of Colombia », United States National Museum Bulletin, vol. 288,‎ 1970, p. 1-655 (lire en ligne).
24. ↑  (en) Marki et Witkop, « The venom of the Colombian arrow poison frog Phyllobates bicolor », Experientia, vol. 19,‎ 1963, p. 329-338.
25. ↑  (es) Vanessa Diago Garcia, « Ranas víctimas de su propio veneno », El Tiempo,‎ 13 mai 1996 (lire en ligne).
26. 1 2  CITES, consulté le 6 septembre 2013.
27. 1 2  Henri Desmaisons, « Empoisonnement des armes primitives », Bulletin de la Société préhistorique de France, vol. 34, no 11,‎ 1937, p. 493-496 (lire en ligne).
28. ↑  Eusèle Ferrand, Aide-mémoire de pharmacie, vade-mecum du pharmacien à l'officine et au laboratoire, Paris, J.-B. Baillière et fils, 1883, 812 p. (lire en ligne), p. 265.
29. ↑  (en) Jiri Patocka, Kräuff Schwanhaeuser Wulff et María Victoria Marini Palomeque, « Dart poison frogs and their toxins », The ASA Newsletter, no 74,‎ mai 1999, p. 80-89 (ISSN 1057-9419, lire en ligne).
30. ↑  Arrêté du 21 novembre 1997 définissant deux catégories d'établissements, autres que les établissements d'élevage, de vente et de transit des espèces de gibier dont la chasse est autorisée, détenant des animaux d'espèces non domestiques.
31. ↑  « Nourriture pour dendrobates », sur www.dendrogrove.eu (consulté le 20 août 2017).